# Деніз Льюїс
Де́ніз Лью́їс (англ. Denise Lewis; 27 серпня 1972) — британська легкоатлетка, олімпійська чемпіонка.

## Виступи на Олімпіадах
| Олімпіада    | Дисципліна        | Місце             |
| ------------ | ----------------- | ----------------- |
| Атланта 1996 | стрибки у довжину | 23 (кваліфікація) |
| Атланта 1996 | десятиборство     | 3                 |
| Сідней 2000  | десятиборство     | 1                 |
| Афіни 2004   | десятиборство     | участь            |